# Indywidualne Mistrzostwa Polski na Żużlu 1966
Indywidualne Mistrzostwa Polski na Żużlu 1966 – zawody żużlowe, mające na celu wyłonienie medalistów indywidualnych mistrzostw Polski w sezonie 1966. Rozegrano cztery turnieje ćwierćfinałowe, dwa półfinały oraz finał, w którym zwyciężył Antoni Woryna.

## Finał
- Rybnik, 2 października 1966
- Sędzia: Rościsław Słowiecki

| Msc. | Zawodnik             | Klub         | Pkt |             |  |
| ---- | -------------------- | ------------ | --- | ----------- |  |
| 1    | Antoni Woryna        | Rybnik       | 15  | (3,3,3,3,3) |  |
| 2    | Marian Rose          | Toruń        | 13  | (3,2,2,3,3) |  |
| 3    | Andrzej Pogorzelski  | Gorzów Wlkp. | 12  | (3,2,3,2,2) |  |
| 4    | Joachim Maj          | Rybnik       | 10  | (2,0,2,3,3) |  |
| 5    | Kazimierz Bentke     | Leszno       | 10  | (3,2,3,0,2) |  |
| 6    | Henryk Glücklich     | Bydgoszcz    | 9   | (1,3,3,1,1) |  |
| 7    | Andrzej Wyglenda     | Rybnik       | 9   | (0,3,2,3,1) |  |
| 8    | Jan Tkocz            | Gdańsk       | 9   | (2,1,2,2,2) |  |
| 9    | Jerzy Trzeszkowski   | Wrocław      | 8   | (1,1,1,2,3) |  |
| 10   | Czesław Odrzywolski  | Gniezno      | 7   | (2,0,1,2,2) |  |
| 11   | Bohdan Jaroszewicz   | Wrocław      | 6   | (1,3,1,0,1) |  |
| 12   | Bronisław Rogal      | Gorzów Wlkp. | 5   | (2,2,0,1,0) |  |
| 13   | Andrzej Mazur        | Lublin       | 3   | (0,0,1,1,1) |  |
| 14   | Wiktor Jastrzębski   | Częstochowa  | 2   | (1,1,0,0,0) |  |
| 15   | Stanisław Rurarz     | Częstochowa  | 2   | (0,1,0,1,0) |  |
| 16   | Jan Kolber           | Rzeszów      | 0   | (0,0,0,0,–) |  |
|      | rez. Stanisław Tkocz | Rybnik       | ns  |             |  |